# شيطان الصحراء (فلم)
شيطان الصحراء فيلم مصري من إنتاج عام 1954، بطولة عمر الشريف ومريم فخر الدين، تأليف حسين حلمي المهندس وإخراج يوسف شاهين.

## قصة الفيلم
في مجتمع قبلى قديم، يقرر الوالي زيد زيادة الضرائب على الأهالي، ويرسل رجاله من أجل خطف النساء، ومع الوقت تزداد قوته وبطشه، يصل طغيانه إلى قبيلة بني مازن ويقتل شابا من القبيلة على يدي رجاله، مما يدفع بصديق له إلى الانتقام من الطاغية، يرتدى عصام ملابس تخفى وجهه، ويركب جواده، ويتصيد رجال الطاغية، مما يؤرقه، يتمكن عصام من إنقاذ الحسناء دلال بعد أن اختطفها رجال الطاغية. تقع الفتاة في حبه، وتحاول كشف الوجه عن اللثام، يستدعيه الطاغية ويكتشف سره في قصره لكن عصام يهرب من القصر، ويستجمع جيشا من الفرسان يهاجمون القلعة التي بها الطاغية والتي أسر فيها دلال، يتمكن جيش الفرسان من مقاتلة رجال الطاغية ويتولى عصام الحكم ويتزوج من دلال.

## بطولة
- عمر الشريف
- مريم فخر الدين
- صلاح سرحان
- لولا صدقي
- عبد الحفيظ التطاوي
- توفيق الدقن
- حمدي غيث
- عزيزة حلمي
- رياض القصبجي
- صلاح نظمي
- عبد الغني قمر
- سعد أردش
- فردوس محمد
- زكي إبراهيم
- عدلي كاسب

## فريق العمل
- إخراج: يوسف شاهين
- تأليف : حسين حلمي المهندس
- إنتاج: أفلام الانتصار
- توزيع: شركة الشرق
- موسيقى تصويرية: فؤاد الظاهري
- مونتاج: مارسيل صالح
- مدير التصوير: ألفيزي اورفانيللي، برونو سالفي

## وصلات خارجية
- مقالات تستعمل روابط فنية بلا صلة مع ويكي بيانات